# Библиотека „Петар Кочић” (Врачар)
Библиотека „Петар Кочић” Врачар је библиотека позајмног типа. Једна је од 13 организационих јединица, односно општинских мрежа Библиотеке града Београда. Мрежу чине Централна библиотека, Дечја библиотека „Растко” и 3 огранка.
Простори у огранцима су обједињени, али су фондови одвојени, а у сваком огранку се налази и уређен простор за читање. Укупан фонд Општинске библиотеке чини око 85.000 публикација.

## Историја
Библиотека „Петар Кочић”, Врачар основана је 1946. године као Библиотека првог рејона. Библиотека је 1989. године изгубила статус самосталне библиотеке и постала организациона јединица у саставу Библиотеке града Београда.

## Огранци
- Библиотека „Петар Кочић”, налази се у Улици Вишка бр.3, и централна је библиотека на општини Врачар. Фонд је намењен одраслим корисницима. Библиотека поседује читаоницу отвореног типа са 30 читаоничких места. Научна, научно-популарна литература, белетристика и књиге на страним језицима су у слободном простору и сређени су по УДК систему.
- Огранак „Лаза Лазаревић”, налази се на Црвеном крсту у улици Гружанска бр.3. Поседује мешовити фонд намењен одраслима и деци.Библиотека располаже са 6 читаоничких места.
- Огранак „Борислав Пекић” је смештен у улици Светозара Марковића бр. 23-25. Библиотека располаже мешовитим фондом, за децу и одрасле. У оквиру библиотеке налази се мала читаоница са 4 читаоничка места. Посебан кутак у библиотеци посвећен је књижевнику Бориславу Пекићу.
- Огранак „Слободан Марковић”, налази се у Јужном булевару бр.32. Библиотека располаже мешовитим фондом, намењена је деци и одраслима. Билиотека поседује читаоницу са 6 читаоничких места.
- Дечје одељење „Растко“ налази се као посебно одељење Централне библиотеке у улици Вишка бр.3. Поседује фонд који је првенствено намењен деци предшколског и школског узраста, али и мањи део стручне литературе за родитеље, аудио и визуелне цд-ове, као и књиге на страним језицима. Има читаоницу са 6 читаоничких места.

## Програми
Библиотека остварује успешну сарадњу са предшколским установама и школама (државним и приватним), издавачким кућама и другим установама културе. Организује велики број радионица намењених деци, као и књижевне програме.

## Галерија
- Библиотека "Петар Кочић"
- Дечја библиотека "Растко"
- Дечја библиотека "Растко"
- Библиотека "Борислав Пекић"
- Библиотека "Борислав Пекић"
- Библиотека "Борислав Пекић"
- Пекићев кутак у библиотеци "Борислав Пекић"
- Улаз у библиотеку "Слободан Марковић"
- Фонд библиотеке "Слободан Марковић"
- Библиотека "Лаза Лазаревић"
- Дечји кутак у библиотеци "Лаза Лазаревић"